# Rushville (Nueva York)
Rushville es una villa ubicada en los condados de Ontario y Yates en el estado estadounidense de Nueva York. En el año 2000 tenía una población de 621 habitantes y una densidad poblacional de 376 personas por km².

## Geografía
Rushville se encuentra ubicada en las coordenadas 42°57′30″N 77°3′44″O / 42.95833, -77.06222.

## Demografía
Según la Oficina del Censo en 2000 los ingresos medios por hogar en la localidad eran de $35,625, y los ingresos medios por familia eran $43,047. Los hombres tenían unos ingresos medios de $32,857 frente a los $22,708 para las mujeres. La renta per cápita para la localidad era de $16,848. Alrededor del 9.6% de la población estaban por debajo del umbral de pobreza.